# Léon Zitrone

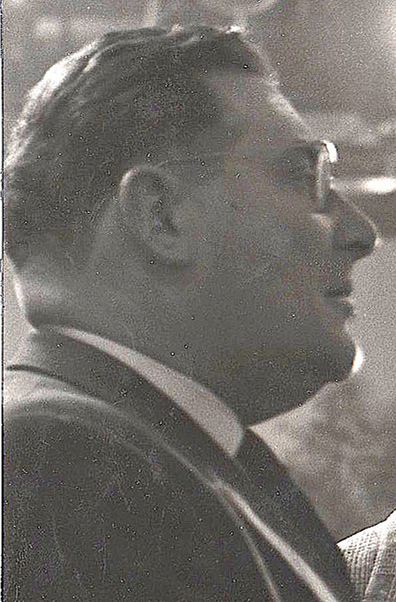
Léon Zitrone (1959)

Léon Zitrone (* 25. November 1914 in Petrograd; † 25. November 1995 in Levallois-Perret) war ein französischer Moderator russischer Abstammung.
Als Sechsjähriger kam Zitrone nach Frankreich, da seine Eltern vor dem russischen Kommunismus flüchteten. Er studierte Journalistik an der Hochschule ESJ Paris und wurde aufgrund seiner Sprachbegabung beim französischen Sender RTF Anfang der 1960er Jahre als Nachrichtensprecher eingestellt. Diesem Beruf blieb er fast zwanzig Jahre lang treu. Zusätzlich übernahm er die verschiedensten Aufgaben, kommentierte die Tour de France, die Olympischen Spiele, französische Nationalfeiertage oder diverse andere Veranstaltungen für TF1 oder Antenne 2. Zusammen mit Denise Fabre moderierte er den Concours Eurovision de la Chanson 1978 in Paris. In zahlreichen französischen Filmproduktionen hatte er Kurzauftritte oder war als Sprechstimme zu hören.

## Filmografie (Auswahl)
- 1975: Schöne Küsse aus Fernost (Bons baisers de Hong Kong)